# Jevon Francis
Jevon Francis (sinh ngày 29 tháng 5 năm 1983) là một cầu thủ bóng đá người Saint Kitts và Nevis thi đấu cho Southern Myanmar United, ở vị trí tiền đạo.

## Sự nghiệp
Francis từng thi đấu cho Village Superstars và Southern Myanmar United.
Anh ra mắt quốc tế cho Saint Kitts và Nevis năm 2000.